# Agressor
Pour l’article ayant un titre homophone, voir Aggressor.
Agressor est un groupe français de death metal, originaire d'Antibes. Fondé en 1986, le groupe est précurseur du style en France, et pionnier des groupes jouant ce style de musique et qui influencent beaucoup d'autres groupes français et européens.

## Histoire
Le groupe est formé en 1986 à Antibes, en Provence-Alpes-Côte d'Azur. Il enregistre le split LP Licensed To Thrash en compagnie de Loudblast. Ce MLP est remastérisé en MCD par Black Mark Prod en 1993 sous le nom de Satan's Sodomy. Deux albums complets sont ensuite sortis : Neverending Destiny chez Noise Records en 1990 et Towards Beyond chez Black Mark Prod en 1992. Le guitariste et chanteur Alex est le seul membre restant du line-up d'origine. Avec un nouveau line-up, ils enregistrent en 1994 un nouvel album intitulé Symposium of Rebirth chez Black Mark Prod. Avec Symposium of Rebirth, Agressor continue à suivre leur style en restant fidèle à leurs racines. Par contre, un nouveau terrain est exploré avec le Lyon Philharmonic Classical Orchestra Choirs, qui est engagé pour l'enregistrement.
Après leur tournée en Grande-Bretagne avec Cradle of Filth en juin 1996, Alex commence à travailler pour Black Mark Prod et devient démonstrateur pour Ibanez. Le groupe se sépare pour des raisons musicales et relationnelles. Avec toutes ces activités, Agressor tient une paire d'années. En 1999, le groupe prépare des nouvelles compositions et une tournée en Europe.
En 2000, Agressor enregistre Medieval Rites puis l'EP The Spirit of Evil en 2001 avec la participation de James Murphy (ex Death, ex obituary). En 2011, Alex annonce officiellement le retour du groupe après cinq ans d'absence, avec une présence en janvier 2012 au PPMF À Paris, et dans deux célèbres bars du Nord : Le ShakaLaka d'Hazebrouck et La Chimère et le JPFest au Splendid à Lille. 

## Membres

### Membres actuels
- Alexandre Colin-Tocquaine – guitare, chant (depuis 1986)[1],[3]
- Joël « Jo » Guigou – basse (depuis 1992)[1]
- Kevin Paradis – batterie (depuis 2014)[1]
- Michel Dumas – guitare (depuis 2016)[1]

### Anciens membres
- Romain Goulon – batterie (2003–2008)
- Thierry Pinck – batterie (1988–1991)
- Jean Luc Falsini – batterie (1986–1988)
- Stéphane Guégan – batterie (1991–1994)
- Laurent Luret – basse (1988–1991)
- J.M. « Momo » Libeer – basse (1986–1988)
- Patrick « Manny » Gibelin – guitare (1990-1992)
- Manu Ragot – guitare (1994)
- Josselin « Adramelech » Sarroche (Belef) – guitare (2000–2007)
- Pierre « Gorgor » Schaffner – batterie (2000–2003)
- Pierrick Valence – guitare (2007–2014)
- Samuel Santiago – batterie (2014–2015)
- Noël Laguniak – batterie (1996)
- Kevin Verlay – guitare (2014–2016)[1]
- Christophe Mourrières – batterie (1993)

## Discographie
- 1986 : The Merciless Onslaught (démo)
- 1987 : Licensed to Thrash (split LP avec Loudblast)
- 1987 : Satan's Sodomy (démo)
- 1989 : Orbital Distortion (démo)
- 1990 : Neverending Destiny (album)
- 1992 : Towards Beyond (album)
- 1993 : Satan's Sodomy (MCD ; réédition de la face Agressor de Licensed to Thrash)
- 1994 : Symposium of Rebirth (album)
- 2000 : Medieval Rites (album)
- 2001 : The Spirit of Evil (MCD + vidéos)
- 2004 : The Merciless Onslaught (compilation des démos)
- 2006 : Deathreat (album)
- 2018 : Rebirth (double album - Réédition de Symposium of Rebirth, remasterisé et nouvelle version)